# جريمة قتل في المدرسة
جريمة قتل في المدرسة هي رواية بوليسية لجيمس هيلتون نُشرت لأول مرة في عام 1931 تحت الاسم المستعار غلين تريفور. صدر في الولايات المتحدة في العام التالي تحت عنوان، هل كانت جريمة قتل ؟.

## المقدمة
تتعامل جريمة القتل في المدرسة مع ظاهرة المصادفة من خلال طرح سؤال حول مدى احتمال أن يلتقي شقيقان في المدرسة الداخلية نفسها بحالتي وفاة عرضيتين منفصلتين - وحالات فضولية في ذلك - في نفس العام الدراسي. بالطريقة النموذجية للعصر الذهبي الذي لم يسبق له مثيل، يتم تقديم الحل فقط في الصفحات الأخيرة من الرواية. طوال الكتاب، يتنافس أحد المحققين الهواة ومحقق من سكوتلاند يارد مع بعضهما البعض لحل اللغز، ونجح واحد منهم فقط في النهاية. 
ظلت جريمة القتل في المدرسة الرواية البوليسية الوحيدة لهيلتون - غزوة قصيرة للشباب في أدب الجريمة يشاركها مع كتاب مثل سي إس فورستر (مؤجل الدفع، 1926 ؛ القتل العادي، 1930) وسي بي سنو (الموت تحت الإبحار، 1932).

## ملخص القصة
أوكينغتون هي واحدة من المدارس العامة الأقل شهرة في إنجلترا، وكان مديرها الدكتور روزفير يحاول جاهدا منذ سبع سنوات لتحسين سمعتها. عندما قُتل أحد التلاميذ في فصل الشتاء من 1927-1928 أثناء نومه بسبب تركيب غاز قديم يسقط من السقف، اتصل بـ كولن ريفيل، وهو فتى قديم، للتحقيق في الأمر بتكتم. لم يكن ريفيل مقتنعًا تمامًا بأنه لم يكن هناك أي لعبة شريرة ولكن غير قادر على تحديد دافع لأي شخص، غادر ريفيل مرة أخرى بعد بضعة أسابيع، و دمرت معظم الأدلة من خلال تركيب الكهرباء في المبنى بأكمله. 
بعد بضعة أشهر، أصيب ريفيل بالصدمة عندما علم أن شقيق الصبي المتوفى قد مات أيضًا في ظروف غامضة - يبدو أنه قفز إلى حمام السباحة الداخلي بالمدرسة في وقت متأخر من الليل بعد أن جفت المياه - ويسافر إلى أوكينغتون من تلقاء نفسه. الآن اتضح أن أقرب أقرباء الشقيقين، اللذين كانا أيتامًا منذ سنوات، هو في الواقع مدرس في أوكينغتون، وأنه سيرث ثروة صغيرة. في الوقت نفسه، يقع ريفيل في حب زوجة ذلك المعلم الشابة الجميلة. 

## أقرأها على
على مر العقود، استفاد العديد من كتاب الجريمة من البيئة المدرسية التقليدية في إحدى رواياتهم الغامضة. القائمة التالية من الأمثلة مرتبة ترتيبًا زمنيًا:
- غلاديس ميتشل: الموت في الأوبرا (1934)
- جوزفين تي: تصرفات الانسة بيم (1946)
- إدموند كريسبين: الحب يكذب النزيف (1948)
- غلاديس ميتشل: جسد توم براون (1949)
- أغاثا كريستي: قطة بين الحمام (1959)
- إليزابيث جورج: متعلم في الجريمة (1990)
- ستيفن دوبينز: فتى في الماء (1999)
- جوان هاريس: لطفاء واللاعبون (2005)